# Avito.ru
Avito.ru är en rysk köp- och säljsajt.
Avito grundades 2007 av Jonas Nordlander, Filip Engelbert, Mattias Danielsson, Daniel Larsson och Tobias Adolfson i Moskva. På Avito finns det föremål av både privatpersoner och företag. 
Samgåendet med Naspersägda Slando.ru och OLX.ru i början av 2013 har förstärkt Avitos marknadsledande position på den ryska marknaden.
Under 2012 lanserades Avito i Egypten och Marocko, där man inom ett par månader blev landets största köp-och-sälj sajt.

## Investeringar i företaget
- 2010: gjordes en stor kapitalanskaffning tack vare riskkapitalisten Northzone.
- 2011: befintliga ägare.
- 2012: Accel och Baring Vostok.
- 2013: Naspers.

Den sistnämnda affären gjorde Avito till världens tredje största radannonssajt, bara amerikanska Craigslist och kinesiska 58.com är större.

## Avito i siffror
Idag är Avito Rysslands femte största sajt. I december 2013 hade Avitos ryska verksamhet 23,9 miljoner användare (TNS Russia data) som besökte totalt cirka 4,7 miljarder sidor, att jämföra med 2,6 miljarder i december 2012.

## Avitos aktieägare
- Filip Engelbert och Jonas Nordlander
- Naspers
- Vostok Nafta
- Kinnevik
- Northzone Ventures
- Baring Vostok
- Accell Partners

## Länder
- Ryssland — Avito.ru
- Egypten — Bekam.com